# Dynganskär
Dynganskär är en ö i Finland. Den ligger i Skärgårdshavet eller Norra Östersjön och i kommunen Hangö i den ekonomiska regionen  Raseborg i landskapet Nyland, i den sydvästra delen av landet. Ön ligger omkring 120 kilometer väster om Helsingfors.
Öns area är 3,8 hektar och dess största längd är 250 meter i sydöst-nordvästlig riktning. Ön höjer sig omkring 10 meter över havsytan.